# Альфонсо Фернандес эль-Ниньо
Альфонсо Фернандес эль-Ниньо (исп. Alfonso Fernández el Niño; ок. 1243 — 1281) — испанский дворянин, незаконнорожденный сын короля Кастилии Альфонсо X и Эльвиры Родригес де Вильяда. Он был сеньором де Молина и Меса благодаря своему браку с Бланкой Альфонсо де Молина, дочерью инфанта Альфонсо де Молина и племянницей короля Леона Альфонсо IX.

## Происхождение семьи
Незаконнорожденный сын короля Кастилии Альфонсо X, и Эльвиры Родригес де Вильяда. Его дедом и бабкой по отцовской линии были Фернандо III Кастильский, король Кастилии и Леона, и его жена, королева Елизавета Швабская. Его дедом и бабкой по материнской линии были Родриго Фернандес де Вильяда и его жена Мария Муньос.
Он был единокровным братом короля Кастилии и Леона Санчо IV, инфанта Фернандо де ла Серда и инфанта Хуана де Кастильи.

## Биография
Точная дата рождения Альфонсо неизвестна, хотя многие историки считают, что это был 1243 год. С 1255 года он фигурирует в исторических хрониках, когда подтвердил несколько королевских привилегий. Он всегда пользовался доверием своего отца, короля Альфонсо X Кастильского, благодаря своим способностям и компетентности, проявленным как в политической, так и в военной сферах королевских обязанностей.
В 1262 году, когда ему было около 19 лет, Альфонсо было поручено возглавить комиссию по разделу земель завоеванной тайфы Ньебла, экспроприировав земли для брата короля инфанта Энрике Кастильского с помощью Педро Лоренсо, епископа Куэнки. Пять лет спустя, в апреле 1267 года, он работал вместе с Феррандом Гарсией, архидиаконом Ньеблы, и королевским писцом Доминго Руисом над территориальным разграничением Уэльвы, Исла-Сальтеса, Ньеблы и Хибралеона. В этом им помогали различные кабальеро, дворяне и мусульманские эксперты, которые знали, какие земля и виллы должны быть разграничены.
После поражения мудехаров Андалусии и Мурсии, поднявших восстание против короля Альфонсо X в 1264 году, Альфонсо Фернандес остался в районе Херес-де-ла-Фронтера. 12 октября 1269 года король Альфонсо X приказал, чтобы в этом городе было не более 30 донадио, а остальная часть его земель должна была перейти к населению города. Позже в том же году по совету Диего Санчеса де Фунеса он участвовал в демаркации границы Медина-Сидония.
В 1272 году Альфонсо Молинский умер, и Альфонсо Фернандес вместе со своей женой унаследовал сеньорио де Молина и Меса, хотя именно его жена действительно управляла сеньорей, поскольку Альфонсо Фернандес был назначен главным арендатором Севильи и проводил большую часть своего времени в Андалусии. Позднее в том же году, он получил большую привилегию с титулом сеньора де Молина и как сын короля. Так как должность старшего аделантадо на границе с Андалусией в то время была вакантной, Альфонсо исполнял многие обязанности, связанные с этой должностью, хотя он не упомянут с этим титулом ни в каких официальных документах того времени.
В 1273 году, будучи признанным знатоком военной стратегии, Альфонсо сопровождал своего единокровного брата инфанта Фернандо де ла Серда, старшего сына и наследника короля Альфонсо X, в военной экспедиции, которая началась в том же году против эмирата Гранада и против восставших против короля мятежников. Среди других, кто присоединился к этой кампании, были брат короля (инфант Филипп Кастильский) и Нуньо Гонсалес де Лара эль-Буэно (тогдашний глава дома Лара). В 1274 году его отец поручил ему оборону Севильи, в то время как он добился титула Римского короля — основы для последующего титула императора Священной Римской империи. В то время как Альфонсо Фернандес защищал город от мусульманских нападений, кастильские войска были разбиты в битве при Эсии, а командующий христианскими войсками и глава дома Лара Нуньо Гонсалес де Лара «Добрый» был убит во время битвы.
В 1278 году Альфонсо вместе с другим единокровным братом инфантом Педро Кастильским и инфантом Санчо, будущим королём Кастилии, участвовал в осаде Альхесираса. Осада в конце концов провалилась в следующем году и произошла одновременно с морской катастрофой в битве при Альхесирасе, которая привела к полному уничтожению кастильского флота. Альфонсо Фернандес оказался во главе авангарда колонны кастильско-леонских войск во время отступления из Альхесираса.
В 1281 году Альфонсо Фернандес вместе с королём и инфантами Санчо, Педро и Хуаном участвовал в карательной экспедиции против Гранадского эмирата. Альфонсо Фернандес был поставлен во главе колонны, расположенной в арьергарде армии. Другими колоннами командовали король и три других инфанта.

## Смерть
Альфонсо Фернандес «эль-Ниньо» умер в 1281 году, сразу после окончания кампании против Вега-де-Гранады. Последнее историческое упоминание о нём содержится в письме его брата Хуана от 26 августа 1281 года.

## Гробница
После его смерти его тело, по мнению различных авторов, было похоронено в монастыре Санта-Мария-де-Матальяна, который находится в провинции Вальядолид. Однако маркиз де Мондехар Гаспар Ибаньес де Сеговия Перальта-и-Мендоса в своей книге «Memorias historicas del Rei D. Alonso el Sabio i observaciones a su chronica» опроверг утверждение о погребении Альфонсо в этом монастыре.
Монастырь Санта-Мария-де-Матальяна сегодня находится в руинах, и, к сожалению, ничего не сохранилось ни от останков Альфонсо Фернандеса, ни от его гробницы. Мануэль Гомес-Морено в своей работе «Sepulcros de la Casa Real de Castilla» не упоминает, что Альфонсо Фернандес был похоронен в каком-либо определенном месте, хотя он упоминает, что тот умер в 1281 году — вскоре после военной экспедиции в Гранаду.

## Брак и потомство
Альфонсо Фернандес женился на Бланке Альфонсо де Молина (ок. 1243 — 1293), которая владела титулами сеньоры де Молина и Меса. Она была дочерью Альфонсо Молинского (1202—1272) и его жены Мафальды Гонсалес де Лара (ум. 1244). У супругов было двое детей:
- Изабель Альфонсо де Молина (ум. 1292); муж с 1290 года Хуан Нуньес II де Лара (1276—1315), дворянин с титулами в Ларе и Альбаррасине, сын Хуана Нуньеса I де Лара и его второй жены Терезы де Аро. Она умерла, не оставив потомков, и была похоронена в аббатстве Санта-Мария-ла-Реаль-де-Лас-Уэльгас.
- Мафальда Альфонсо де Молина, умерла в младенчестве и была похоронена в монастыре Сан-Франсиско в Молина-де-Арагон.